# 蓮乗
蓮乗（れんじょう、文安3年（1446年）- 永正元年2月21日（1504年3月7日））は、室町時代中期から戦国時代にかけての浄土真宗の僧である。瑞泉寺・本泉寺兼住。本願寺第8世法主蓮如の次男で、母は伊勢貞房の娘如了。幼名は光養、諱は兼鎮。妻は大叔父に当たる如乗の娘。子に蓮悟室。

## 生涯
幼い頃、本願寺は衰退期であったために京都南禅寺に喝食として出された。15歳となった寛正元年1月26日（1460年2月18日）、加賀二俣坊（後の本泉寺）の住持であった蓮如の叔父・如乗（実名宣祐）が死亡したため、その娘如秀を娶って後継者になる。如乗はかつては本願寺の本寺である青蓮院の僧であったが、門主の義円と張り合っていたため、義円が還俗して室町幕府第6代将軍足利義教となると、追われる身となって各地を流浪した末に越中瑞泉寺を経て加賀二俣坊に落ち着いたのであった（瑞泉寺の経営は御堂衆の竹部氏らに委ねた）。後に如乗は兄・存如死後の家督争いで庶長子の蓮如の才能を見込んで反対派を押さえ込んで後継者に擁立した事があり、蓮如は如乗の死後にその未亡人勝如尼の要請で本泉寺の寺号を与えると共に蓮乗を派遣したのである。こうして蓮乗は本泉寺と瑞泉寺を兼住することになった。
蓮乗が二俣坊へ移った時期は不明だが、勝如尼の指導を受けて成長、前述の通り彼女と如乗の娘如秀を娶った一方で寺を頻繁に山間部へ移した。これは他の宗派が定着していた平野部を避けていたからとされ、寛正元年から文明7年（1475年）までは二俣坊に住んでいたが、文明7年には加賀一向一揆の余波を避けて瑞泉寺に移り、6年後の文明13年（1481年）に発生した越中一向一揆の終息に伴い加賀へ戻り、翌文明14年（1482年）に本泉寺を再建するという経過を辿った。その間本泉寺も移転を繰り返し、文明14年に平尾谷（現在の金沢市栃尾町・石黒町一帯）へ移ったが、5年後の長享元年（1487年）に蓮乗の弟蓮悟が河北郡若松荘へ移し、若松本泉寺を公称することになる。なお、勝如尼は瑞泉寺と本泉寺の中間に当たる加賀と越中の国境に土山御坊を創建してここを守り、後に蓮乗の弟で蓮悟の兄蓮誓が土山御坊に入ることになる。
文明3年（1471年）、延暦寺の圧力を逃れて北陸に布教の旅に出た父・蓮如と二俣本泉寺で再会、越前吉崎御坊と本泉寺を足がかりに布教に努めた父の供をして山間部へ出向いたとされる。ところが文明6年（1474年）、後の加賀一向一揆のきっかけとなる富樫氏の内紛に巻き込まれ、翌文明7年に蓮如は吉崎を退去、蓮乗も本泉寺を追われて本願寺の末寺となっていた瑞泉寺に退いた。この時落馬して病気がちになったとの記述が『塵拾鈔』にあり、弟の蓮綱（蓮誓の兄）が住持を務める波佐谷松岡寺が富樫政親の手勢に焼き討ちされたことから、富樫勢に敗れた加賀一向一揆が越中へ逃げた際に蓮乗も瑞泉寺に退いたと推測される。
更に文明13年（1481年）には、越中で門徒の弾圧が行われた事を機に越中一向一揆が発生、越中国人の福光城主石黒光義が政親と結んで瑞泉寺討伐を決めると、蓮乗は坊主・門徒へ檄を飛ばし応戦、2月18日の田屋川原の戦いで光義を討ち取った。戦後は光義の領地だった砺波郡から射水郡が門徒の支配下に入り、瑞泉寺と土山御坊が分割して支配に当たった。
だが、蓮乗は越中退去の頃にあった落馬からの回復が思わしくなく、異母弟の蓮悟に娘を娶わせて後継者にして、文明14年に得度した蓮悟へ寺務を譲り隠居する。長享元年には蓮悟により建てられた若松本泉寺に移るが、病状は悪化して明応8年（1499年）の父の危篤の際にも駆けつける事が出来なかったという。5年後の永正元年（1504年）に59歳で病死、土山御坊は蓮誓が、本泉寺は蓮悟が、瑞泉寺は義弟の蓮欽（勝如尼の甥、妹了如の夫）がそれぞれ継いだ。